# الشهداء (مركز)

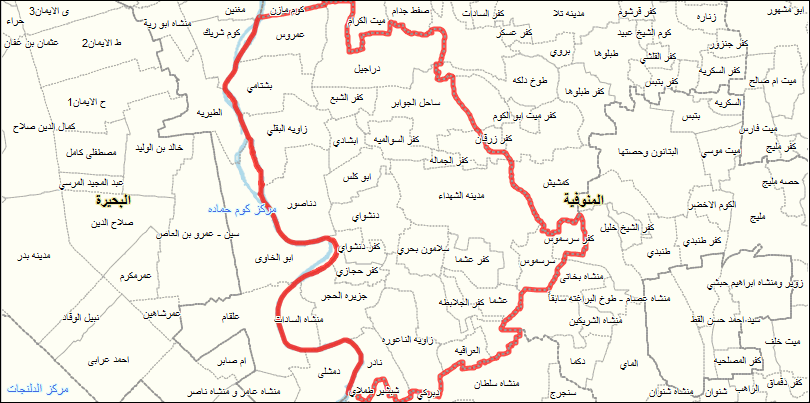
خريطة مركز الشهداء.

مركز الشهداء مركز إداري مصري في  محافظة المنوفية الواقعة في شمال جمهورية مصر العربية.

## الوحدات المحلية
الوحدة المحلية لمدينة ومركز الشهداء يتبعها 6 وحدات محلية قروية تخدم عدد 27 قرية.
يبلغ عدد السكان بمركز ومدينة الشهداء 334.915 نسمة حتى 31/21/1999.[بحاجة لمصدر]

## المعالم السياحية
- " مسجد سيدى محمد شبل الأسود "
- متحف دنشواى يوجد بالقرية التي أنطلقت منها أول صيحة ضد الاستعمار البريطانى عام 1906 ويضم العديد من الصور والوثائق التاريخية.